# Mikojan-Gurevič MiG-31
Mikojan-Gurevič MiG-31 (rusko Микоян МиГ-31) je težki nadzvočni dvomotorni prestreznik, ki je nasledil letalo MiG-25. Letalo ob vzletu tehta preko 46 ton, doseže lahko hitrosti do 2,93 Mach in nosi 9 ton oborožitve ter celo proti satelitsko raketo. Letalo so zasnovali v biroju Mikojan-Gurevič v takratni Sovjetski zvezi.

## Zgodovina
MiG-25, ki je povzročil zaskrbljenost na zahodu, je imel veliko hitrost (3,2 Macha), hitrost vzpenjanja in višino leta, vendar to ni prišlo brez kompromisov na drugih področjih. Letalo je imelo majhno okretnost in ga je bilo težko uporabljati na nizkih višinah. Hitrost je bila omejena na 2,83 Macha, pri Mach 3,2 je bila možnost poškodb motorjev. 
Razvoj naslednika MiG-25 se je začel z Je-155MP (rusko Е-155МП), ki je prvič poletel 16. septembra 1975. Čeprav zgleda precej podoben, je imel podaljšan trup in je bil v veliko pogledih novo letalo. 
Najpomembnejša novost je bil modern radar, ki je imel sposobnost gledanja gor in dol (lociranje tarč pod in nad letalom) in možnost sledenja več tarčam hkrati. Omogočil je Sovjetskim letalskih silam prestrezanje letal na dolgih razdaljah.
Podobno kot na njegovem predhodniku MiG-25 je bilo tudi o MiG-31 na Zahodu veliko špekulacija o sposobnostih. Viktor Belenko, ki je dezertiral na Japonsko z MiG-25 je poročal o "Super Foxbatu", ki naj bi imel možnost prestrezanja manevrirnih raket.
A-50 in MiG-31 lahko delita radarsko sliko. MiG-31 naj bi učinkovito deloval tudi, če nasprotnik uporablja sisteme za elektronsko bojevanje in lažne termalne vabe z IR rakete. Štirje prestrezniki MiG-31 lahko pokrivajo 800-900 km široko fronto. Proizvodnja MiG-31 se je končala leta 1994.
MiG-31 ima turboventilatorske motorje, za razliko od turboreaktivnih na MiG-25. Vitkost krila je majhna in sicer 2,94. Ima dva vertikalna repa in dvosedežnim kokpit, na zadnjem sedežu leti upravljavec orožja.
Rusija je nameravala do leta 2020 upokojiti vse MiG-31, vendar je leta 2010 začela projekt moderniziranja flote letal MiG-31 na raven MiG-31BM. Modernizirana letala imajo novo avioniko, večnamenskim radarjem, sistemi HOTAS, LCD MFD, novo raketo zrak-zrak Vimpel R-77, različnimi raketami zrak-zemlja, protiradarsko raketo H-31 in podatkovnimi povezavami z drugimi letali. Začel se je tudi razvoj naslednika MiG-31, MiG-41, ki naj bi bil razvit do leta 2028.

### MiG-31K
Razvita je bila tudi različica MiG-31K, ki je nosilec protiladijske balistične rakete H-47M2 Kinžal, ki leti s hitrostjo 12 Mach in je namenjena napadanju letalonosilk. 1. decembra 2017 je bil oblikovan letalski polk desetih letal MiG-31K v ruskem južnem vojaškem okrožju (letališče Ahtubinsk), napovedana pa sta bila še dva polka v Osrednjem vojaškem okrožju in v okrožju Severna flota. Februarja 2018 so se začeli redni poleti letal MiG-31K nad Črnim in Kaspijskim morjem in preizkušanje rakete Kinžal. Avgusta 2019 je bila raketa prvič javno izstreljena na poligonu Dubroviči, novembra 2019 pa je bila izstreljena na Arktiki (MiG-31K je vzletel z letališča Olenja in zadel cilj na poligonu Pemboj). Junija 2021 sta bila dva prestreznika MiG-31K prvič nameščena izven Rusije na letališče Hmejmim v Siriji in med vajo izstrelila raketo Kinžal na kopenski cilj v Siriji.

## Tehnične lastnosti
- Posadka: 2
- Dolžina: 22,69 m
- Razpon kril: 13,46 m
- Višina: 6,15 m
- Površina kril: 61,6 m²
- Prazna teža: 21 820 kg
- Naložena teža: 41 000 kg
- Maks. vzletna teža: 46 200 kg
- Motorji: 2 × Soloviev D-30F6  turbofan
- Potisk (suh): 93 kN (20 900 lbf) vsak
- Potisk z dodatnim zgorevanjem: 152 kN (34 172 lbf) vsak

- Maks. hitrost: Mach 2,93 (3 000 km/h) na visoki in 1,2 Mach (1 500 km/h) na nizki višini
- Bojni radij: 1 450 km pri Mach 0,8/ 720 km pri Mach 2,35
- Največji dolet: 3 300 km
- Višina leta (servisna): 20 600 m
- Obremenitev kril: 665 kg/m²
- Razmerje potisk/teža: 0,85
- Največja g-obremenitev: 5 g

## Oborožitev:
- 1× GŠ-6-23 23 mm top z 260 naboji
- 4× R-33 (AA-9 'Amos') ali  6× R-37 (AA-X-13 'Arrow')(280 km) rakete zrak-zrak z dolgim dosegom
- 4× R-33 rakete zrak-zrak z dolgim dosegom (304 km)
- (?)× H-31 rakete zrak-zemlja z dolgim dosegom (200 km)
- (?)× Р-33 AA-9 «Amos» 120 km, Р-33S (1999) 160 km
- 4× R-60 (AA-8 'Aphid')
- 4× R-73 (AA-11 'Archer') IR rakete zrak-zrak
- 4× R-77 (AA-12 'Adder') rakete zrak-zrak s srednjim dosegom (100 km) za visokohitrostne in visokomanevrirne tarče (12 g)
- Protiradarske rakete H-31P (AS-17 'Kripton') in H-58 (AS-11 'Kilter')